# Araneus bonsallae
Araneus bonsallae es una especie de araña del género Araneus, tribu Araneini, familia Araneidae. Fue descrita científicamente por McCook en 1894.
Se distribuye por Estados Unidos. La especie se mantiene activa entre marzo y agosto.